# Norman Hillier-Fry
William Norman Hillier-Fry, CMG (* 12. August 1923 in Eltham; † 11. Januar 2015 in Kingston upon Thames) war britischer Diplomat. Von 1974 bis 1979 war er Generalkonsul des Vereinigten Königreichs in der Freien und Hansestadt Hamburg. Im Anschluss wurde er zum britischen Botschafter für Afghanistan mit Sitz in Kabul ernannt.

## Leben
Hillier-Fry wurde am 12. August 1923 in Eltham, einem Londoner Stadtteil im Royal Borough of Greenwich, geboren. Er besuchte Colfe’s Grammar School in Lewisham und studierte am St Edmund Hall College der University of Oxford.
Im Jahr 1942 trat er in die Dienste des Loyal Regiment (North Lancashire), das sowohl bei der alliierten Landung in der Normandie als auch in Italien eingesetzt wurde.
Nach seiner diplomatischen Laufbahn war er bis 2004 als Direktor der NRO ABLE CHILD AFRICA, die Hilfe für Kinder mit Behinderungen bietet, tätig.
Politisch stand Hillier-Fry den Liberal Democrats nahe.

### Diplomatische Laufbahn
Hillier-Fry trat im Jahr 1946 in den Foreign Service (britischer Auswärtiger Dienst) ein. Als Botschafter in Kabul, Afghanistan, in den Jahren 1979 und 1980 erlebte er den Einmarsch sowjetischer Truppen in das Land.
Es folgte ein Einsatz als Hochkommissar (High Commissioner) in Uganda von 1980 bis 1983. Andere Stationen seiner diplomatischen Laufbahn waren Teheran, Straßburg, Istanbul, Ankara und Prag (dort ab 1962 als Konsul).
Im Foreign and Commonwealth Office in London war er unter anderem als Referent für Aden (1937 bis 1963 Kronkolonie) zuständig.
Als britischer Generalkonsul war er in Hamburg tätig. (1974 bis 1979; das Generalkonsulat wurde Ende 2006 geschlossen und die Funktion wird seitdem von einem Honorarkonsul wahrgenommen)

## Ehrungen
Im Jahr 1982 wurde Hillier-Fry Companion des Order of St Michael and St George.